# Volba prezidenta Československa 1946
Volba prezidenta Československa proběhla 19. června 1946 ve Vladislavském sále Pražského hradu na druhé schůzi Ústavodárného národního shromáždění, kterou vedl Antonín Zápotocký. Stávající prezident Edvard Beneš byl opětovně zvolen československým prezidentem.

## Pozadí
V prosinci 1942 vydala Benešem vedená exilová vláda prohlášení, v němž označila Benešovu abdikaci za násilím vynucenou a tedy neplatnou. 28. října 1945 Prozatímní národní shromáždění hlasy všech 296 poslanců potvrdilo Edvarda Beneše ve funkci československého prezidenta. Prezidentská volba z roku 1938 byla tímto aktem popřena.
Obnova československého státu po druhé světové válce probíhala na základě právní kontinuity s první republikou. Volba prezidenta tak byla formálně organizována podle ústavy z roku 1920. Prezident byl volen na sedmileté funkční období. Ačkoliv československá ústava předpokládala existenci senátu, horní komory Národního shromáždění, nebyl senát v době prezidentské volby ustaven.
V květnu 1946 proběhly parlamentní volby, které vyhrála Komunistická strana Československa, zatímco původní Benešova Československá strana národně socialistická utrpěla volební porážku. Úkolem nového parlamentu bylo připravit novou československou ústavu.

## Výsledky hlasování
Poslanci Ústavodárného národního shromáždění odevzdali celkem 298 platných lístků. Všechny lístky připadly Benešovi.
| Kandidát              | Počet hlasů | Procenta |
| --------------------- | ----------- | -------- |
| Edvard Beneš          | 298         | 100 %    |
| Celkem platných hlasů | 298         | 100 %    |